# American Indian Movement
O American Indian Movement (AIM; em português, Movimento Indígena Americano) é um movimento de base nativo-americano, de reivindicação de direitos indígenas nos Estados Unidos, que foi fundado em julho de 1968 em Minneapolis, Minnesota. O AIM foi formado inicialmente em áreas urbanas para tratar de questões sistêmicas de pobreza e brutalidade policial contra os nativos americanos. A AIM logo ampliou seu foco das questões urbanas para incluir muitas questões tribais indígenas que os grupos nativo-americanos enfrentavam devido ao colonialismo dos colonos das Américas, como direitos de tratado, altas taxas de desemprego, educação, continuidade cultural e preservação das culturas indígenas. A formação do AIM propagou-se como resultado da Lei Pública de Relocação Indígena 959 dos Estados Unidos, de 1956, ao lado da Lei Pública 280, também conhecida como Lei de Terminação Indígena. Essas políticas foram promulgadas pelo Congresso dos Estados Unidos sob o poder de plenário do Congresso. Como resultado, quase setenta por cento dos índios americanos se mudaram para centros urbanos e deixaram suas terras comuns com esperança de sustentabilidade econômica. Isso levou ao que é conhecido como o índio urbano. Muitos índios urbanos tornaram-se transnacionais e foram capazes de formar núcleos nativos de pertencimento a centros urbanos, levando à formação do AIM nesses contextos urbanizados.
De novembro de 1969 a junho de 1971, o AIM participou da ocupação da penitenciária federal abandonada conhecida como Alcatraz, organizada por sete movimentos indígenas, incluindo os Indians of All Tribes e Richard Oakes, um ativista moicano.[4] Em outubro de 1972, o AIM e outros grupos indígenas reuniram membros de todos os Estados Unidos para um protesto em Washington, DC, conhecido como Trilha dos Tratados Quebrados (Trail of Broken Treaties). De acordo com documentos públicos obtidos sob a Lei da Liberdade de Informação (FOIA), ocorreu uma coordenação avançada entre o Bureau of Indian Affairs (equipe da BIA), com sede em Washington, DC, e os autores de uma proposta de vinte pontos elaborada com a ajuda do AIM para a entrega aos funcionários do governo dos Estados Unidos, focada em propostas destinadas a aprimorar as relações Estados Unidos–indígenas.
Nas décadas desde a fundação do AIM, o grupo liderou protestos em defesa dos interesses indígenas americanos, inspirou renovação cultural, monitorou atividades policiais e coordenou programas de emprego nas cidades e em comunidades de reservas rurais nos Estados Unidos e interesses indígenas fora dos Estados Unidos.

## Fundo histórico

### Década de 1950
Seguindo as Políticas de Terminação Indígena, dirigidas pelo governo Eisenhower, foram estabelecidas operações de mineração de urânio nas terras tribais navajos, ofertando como único emprego disponível ao povo navajo. Embora os trabalhadores navajos estivessem inicialmente entusiasmados com o emprego, é evidente que o governo dos EUA estava ciente dos riscos prejudiciais associados à mineração de urânio desde a década de 1930 e negligenciou a informar as comunidades navajos. Além disso, a maioria dos trabalhadores navajos não falava inglês e, portanto, não entendia de radiação, nem uma tradução para a palavra em seu idioma. As minas de urânio abertas e agora abandonadas continuam envenenando e poluindo as comunidades navajo hoje, e a descontaminação radioativa está em progresso lento. O povo navajo acha que isso viola o Tratado de 1868, no qual o Bureau of Indian Affairs foi designado para cuidar dos serviços econômicos, educacionais e de saúde dos navajos.

### Década de 1960
Em 6 de março de 1968, o Presidente Johnson assinou a Ordem Executiva 11399, estabelecendo o Conselho Nacional de Oportunidades Indígenas (NCIO). O presidente Johnson disse que "chegou a hora de concentrar nossos esforços na situação do índio americano" e a formação do NCIO "lançaria um esforço indivisível em todo o governo nessa área". Apesar de conhecer pouco dos problemas dos índios americanos, Johnson tentou conectar aos direitos civis a responsabilidade de confiança da nação às tribos e nações, uma área com a qual ele estava muito mais familiarizado.
No Congresso, o presidente democrata do Subcomitê da Câmara dos Assuntos Indígenas, James Haley, da Flórida, apoiou os direitos indígenas; por exemplo, ele achava que os índios deveriam participar mais de "assuntos políticos", mas "o direito à autodeterminação está no Congresso como representante de todo o povo". Na década de 1960, Haley se reuniu com o presidente Kennedy e o então vice-presidente Johnson, e pressionou pela autodeterminação e controle indígena nas transações sobre a terra. Uma luta foi sobre o arrendamento de longo prazo de terras indígenas americanas. Empresas e bancos não indígenas disseram que não poderiam investir em contratos de arrendamento de 25 anos, mesmo com opções generosas, já que o tempo era muito curto para transações de terra. Aliviar a pobreza de longo prazo na maioria das reservas por meio de parcerias comerciais através do arrendamento de terras era considerado inviável. Um retorno aos arrendamentos de 99 anos do século XIX foi visto como uma solução possível. Mas, segundo um memorando do Departamento do Interior, "um arrendamento de 99 anos tem a natureza de transporte da terra". Essas batalhas pela terra tiveram seu início na década de 1870, quando a política federal frequentemente se relacionava à compra por atacado, e não a arrendamentos. Na década de 1950, muitos nativos americanos acreditavam que os arrendamentos eram frequentemente uma maneira de os estrangeiros controlarem as terras indígenas.
Wallace "Mad Bear" Anderson era um líder tuscarora em Nova York na década de 1950. Ele lutou para resistir ao esquema do planejador de Nova York Robert Moses de tomar terras tribais no norte de Nova York para uso em um projeto hidrelétrico estadual  para abastecer a cidade de Nova York. A luta terminou em um compromisso amargo.

### Movimento inicial
Assim como os ativistas dos direitos civis e anti-guerra, o AIM usou a imprensa e a mídia americanas para apresentar sua mensagem ao público dos Estados Unidos. Criou eventos para atrair a imprensa. Se bem-sucedidos, as agências de notícias procurariam porta-vozes do AIM para entrevistas. Em vez de confiar nos esforços tradicionais de lobby, o AIM levou sua mensagem diretamente ao público americano. Seus líderes procuraram oportunidades para ganhar publicidade. Pequenos trechos de música como a "Canção AIM" se associaram ao movimento.

## Eventos
Durante as cerimônias no Dia de Ação de Graças de 1970 para comemorar o 350º aniversário do desembarque dos peregrinos em Plymouth Rock, o AIM apreendeu a réplica do Mayflower em Boston. Em 1971, os membros ocuparam o Monte Rushmore por alguns dias, já que ele foi criado nas Colinas Negras de Dakota do Sul, há muito tempo sagrado para os índios lakota. Esta área estava dentro da Grande Reserva Sioux, criada pelo Tratado de Fort Laramie em 1868. Após a descoberta de ouro, em 1874, o governo federal tomou a terra em 1877 e a vendeu para mineração e assentamento para europeus americanos.
Ativistas nativos americanos em Milwaukee assumiram o controle de uma estação abandonada da Guarda Costeira ao longo do Lago Michigan. A tomada foi inspirada na ocupação Alcatraz de 1969. Os ativistas citaram o Tratado de Fort Laramie e exigiram que a propriedade federal abandonada voltasse ao controle dos povos nativos de Milwaukee. Os manifestantes do AIM mantiveram a posse da terra, e a terra se tornou o local da primeira escola comunitária indígena até 1980.
Também em 1971, o AIM começou a destacar e protestar problemas com o Bureau of Indian Affairs (BIA), que administrava programas e fundos de terras para os nativos americanos. O grupo ocupou brevemente a sede do BIA em Washington, D. C. Uma breve prisão, a reversão das acusações de "entrada ilegal" e uma reunião com Louis Bruce, comissário da BIA em Mohawk/Lakota, encerraram o primeiro evento do AIM na capital. Em 1972, ativistas marcharam pelo país na "Trilha de Tratados Quebrados" e assumiram o Bureau of Indian Affairs (BIA), ocupando-o por vários dias e supostamente causando milhões de dólares em danos.
O AIM desenvolveu uma lista de 20 pontos para resumir seus problemas com tratados e promessas federais, que eles publicaram durante sua ocupação em 1972. Doze pontos abordaram responsabilidades do tratado que os manifestantes acreditavam que o governo dos EUA não cumprira:
- Restaurar a elaboração de tratados (encerrada pelo Congresso em 1871).
- Estabelecer uma comissão de tratados para fazer novos tratados (com as nações indígenas soberanas).
- Providenciar oportunidades aos líderes indígenas para se dirigirem diretamente ao Congresso.
- Revisar compromissos e violações de tratado.
- Ter tratados não ratificados revistos pelo Senado.
- Garantir que todos os índios americanos sejam governados por relações de tratado.
- Proporcionar alívio às nações indígenas como compensação pelas violações dos direitos dos tratados.
- Reconhecer o direito dos índios de interpretar tratados.
- Criar um Comitê Misto do Congresso para reconstruir as relações com os índios.
- Restaurar 110 milhões de acres (450,000 km2) de terras retiradas das Nações Nativas pelos Estados Unidos.
- Restaurar os direitos rescindidos das Nações Nativas.
- Revogar a jurisdição estadual sobre as nações nativas (Lei Pública 280).
- Fornecer proteção federal para ofensas contra índios.
- Abolir o Bureau of Indian Affairs.
- Criar um novo escritório de relações inígenas federais.
- Remediar rupturas nas relações constitucionalmente prescritas entre os Estados Unidos e as nações nativas.
- Assegurar a imunidade das Nações Nativas de regulamentação, impostos e restrições comerciais do estado.
- Proteger a liberdade religiosa e a integridade cultural indígena.
- Estabelecer votação nacional indígena com opções locais; libertar organizações indígenas nacionais dos controles governamentais.
- Reivindicar e afirmar saúde, moradia, emprego, desenvolvimento econômico e educação para todo o povo indígena.[16]

Em 1973, o AIM foi convidado para a Reserva Indígena Pine Ridge para ajudar a obter justiça com a aplicação da lei dos condados de fronteira e moderar facções políticas na reserva. Eles se envolveram profundamente e lideraram uma ocupação armada de Wounded Knee na Reserva Indígena Pine Ridge em 1973. Outros eventos durante a década de 1970 foram projetados para atingir a meta de ganhar a atenção do público. Eles garantiram que o AIM seria notado para destacar o que viam como a erosão dos direitos e soberania indígenas.

### A Caminha mais Longa e a Caminhada mais Longa 2

#### 1978
The Longest Walk (1978. A Caminha mais Longa) foi uma caminhada espiritual liderada pelo AIM em todo o país para apoiar a soberania tribal e chamar a atenção para 11 leis que a AIM afirmou que revogariam os Tratados indígenas e que quantificariam e limitariam os direitos da água. A primeira caminhada começou em 11 de fevereiro de 1978, com uma cerimônia na ilha de Alcatraz, onde um cachimbo sagrado foi carregado com tabaco. O Cachimbo foi transportado por toda a distância. O objetivo desta Caminhada de 3 200 milhas (5 100 km) era educar as pessoas sobre a contínua ameaça do governo à soberania tribal; ela reuniu milhares representando muitas nações indígenas nos Estados Unidos e no Canadá. Líderes espirituais tradicionais de muitas tribos participaram, liderando cerimônias tradicionais. Líderes espirituais internacionais como Nichidatsu Fujii também participaram da Caminhada.

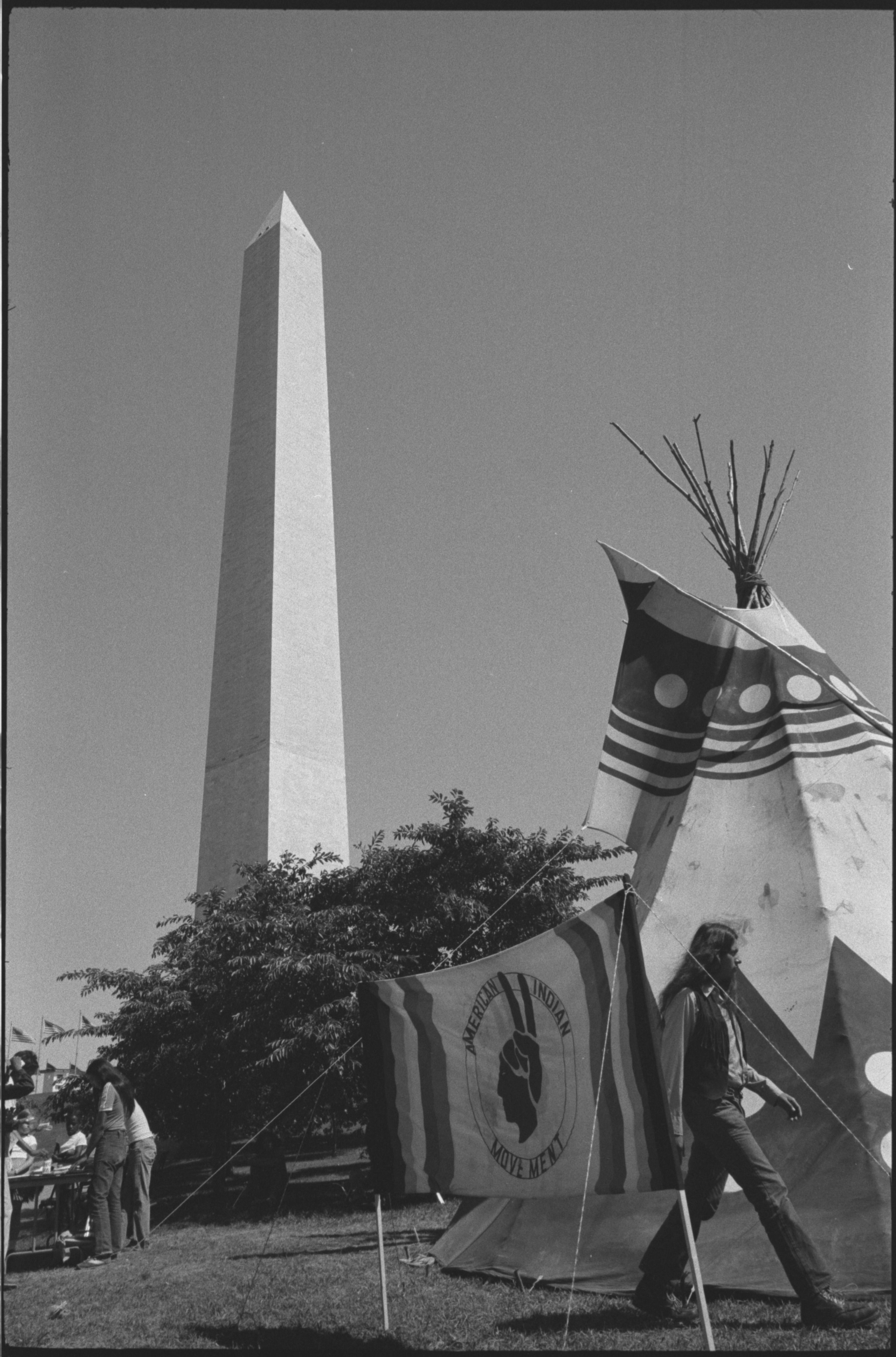
Um tipi do Movimento Indígena Americano no terreno do monumento a Washington

Em 15 de julho de 1978, The Longest Walk entrou em Washington, D. C., com vários milhares de índios e vários apoiadores não-indígenas. Os anciãos tradicionais os levaram ao Monumento a Washington, onde o Cachimbo transportado por todo o país foi fumado. Durante a semana seguinte, realizaram comícios em vários locais para tratar de questões: as 11 leis, prisioneiros políticos indígenas americanos, realocação forçada em Big Mountain, a Nação Navajo, etc. Entre os apoiadores não-indígenas estavam o boxeador americano Muhammad Ali, o senador americano Ted Kennedy e o ator Marlon Brando. O Congresso votou contra uma proposta de lei para revogar tratados com as nações indígenas. Durante a semana após a chegada dos ativistas, o Congresso aprovou a Lei de Liberdade Religiosa Indígena Americana, que lhes permitiu o uso de peiote no culto. O presidente Jimmy Carter recusou-se a se reunir com representantes da Longest Walk.

#### 2008
Trinta anos depois, o AIM liderou a Longest Walk 2, que chegou a Washington em julho de 2008. Esta caminhada de 8 200 milhas (13 000 km) começou na área da baía de São Francisco. A Longest Walk 2 teve representantes de mais de 100 nações indígenas americanas e outros participantes indígenas, como os maoris. Também tinha apoiadores não indígenas. A caminhada destacou a necessidade de proteção dos locais sagrados dos índios americanos, soberania tribal, proteção ambiental e ação para impedir o aquecimento global. Os participantes viajaram na Rota do Norte (basicamente a de 1978) ou na Rota do Sul. Os participantes cruzaram um total de 26 estados nas duas rotas diferentes.

##### Rota do Norte
A Rota do Norte foi liderada por veteranos dessa ação. Os caminhantes usavam cajados sagrados para representar seus problemas; o grupo apoiou a proteção de locais sagrados dos povos indígenas, a soberania tribal tradicional, questões relacionadas a prisioneiros nativos e a proteção de crianças. Eles também comemoraram o 30º aniversário da Longest Walk original.

##### Rota do Sul
Caminhantes ao longo da Rota Sul recolheram mais de 8.000 sacos de lixo a caminho de Washington. Em Washington, a Rota do Sul entregou um manifesto de 30 páginas, "O Manifesto da Mudança", e uma lista de demandas, incluindo a mitigação das mudanças climáticas, uma chamada para planos de sustentabilidade ambiental, proteção de locais sagrados e renovação de melhorias para a soberania e saúde nativo-americanas.

### Conexão com outros movimentos de direitos civis
Os líderes do AIM se manifestaram contra injustiças contra seu povo, inspirando-se nos líderes afro-americanos do Movimento dos Direitos Civis. Os líderes do AIM conversaram sobre o alto desemprego, favelização e tratamento racista, lutaram pelos direitos dos tratados e pela recuperação de terras tribais e advogaram em nome dos índios urbanos.
Com seus eventos provocativos e defesa dos direitos indígenas, o AIM atraiu escrutínio do Departamento de Justiça (DOJ). O Federal Bureau of Investigation (FBI) usou informantes pagos para informar sobre as atividades do AIM e seus membros.
Em fevereiro de 1973, os líderes do AIM Russell Means, Dennis Banks e outros ativistas do AIM ocuparam a pequena comunidade indígena de Wounded Knee, Dakota do Sul, na Reserva Pine Ridge. Eles protestavam contra o governo corrupto local, além de questões federais que afetavam as comunidades indígenas de reservas, bem como a falta de justiça dos condados fronteiriços. Índios de muitas outras comunidades, principalmente índios urbanos, mobilizaram-se para vir e se juntar à ocupação. O FBI enviou agentes e delegados dos EUA para isolar o local. Mais tarde, um representante do DOJ de alto escalão assumiu o controle da resposta do governo. Através do cerco resultante que durou 71 dias, doze pessoas ficaram feridas, incluindo um agente do FBI paralisado. Em abril, pelo menos duas pessoas - uma cherokee e uma ativista dos lakota - morreram de tiros (neste momento, os lakota oglala encerraram a ocupação). Além disso, duas outras pessoas, uma delas ativista dos direitos civis afro-americana, Ray Robinson, desapareceram e acredita-se que tenham sido mortas durante a ocupação, embora seus corpos nunca tenham sido encontrados. Posteriormente, 1200 índios americanos foram presos. Wounded Knee chamou a atenção internacional para a situação dos índios americanos. Os líderes do AIM foram julgados em um tribunal federal de Minnesota. O tribunal negou provimento ao caso com base em má conduta do Ministério Público.

## História

### Protestos do AIM
O AIM se opõe às equipes esportivas nacionais e colegiadas usando figuras de povos indígenas como mascotes e nomes de equipes, como Cleveland Indians, Atlanta Braves, Chicago Blackhawks, Kansas City Chiefs e Washington Redskins, e organizou protestos nos jogos da World Series e Super Bowl contra essas equipes. Os manifestantes exibiam cartazes com slogans como "índios são pessoas, não mascotes" ou "Ser índigena não é um personagem que você possa interpretar".
Embora as equipes esportivas tenham ignorado esses pedidos de tribos individuais por anos, o AIM recebeu atenção no debate sobre mascotes. Escolas da NCAA, como a Universidade Estadual da Flórida, Universidade de Utah, Universidade de Illinois e Universidade Central de Michigan, negociaram com as tribos cujos nomes ou imagens eles usaram para obter permissão para uso continuado e para colaborar na representação do mascote da maneira que se destina a honrar os nativos americanos.

### Objetivos e compromissos
O AIM se comprometeu a melhorar as condições enfrentadas pelos povos nativos. Fundou instituições para atender às necessidades, incluindo a Escola Heart of The Earth, Little Earth Housing, International Indian Treaty Council, AIM StreetMedics, Centro de Indústrias e Oportunidades para Índios Americanos (um dos maiores programas de treinamento para empregos indígenas), rádio KILI e Centros de Direitos Legais Indígenas.
Em 1971, vários membros do AIM, incluindo Dennis Banks e Russell Means, viajaram para o Monte. Rushmore. Eles convergiram para a montanha a fim de protestar contra a apreensão ilegal das Colinas Negras sagradas da Nação Sioux em 1877 pelo governo federal dos Estados Unidos, violando seu Tratado de Fort Laramie, em 1868. O protesto começou a divulgar as questões do movimento indígena americano. Em 1980, a Suprema Corte decidiu que o governo federal havia ilegalmente tomado as Colinas Negras. O governo ofereceu uma compensação financeira, mas os sioux oglala a recusaram, insistindo na devolução da terra ao seu povo. O dinheiro do estabelecimento está gerando juros.

## Trabalhe na Pine Ridge Indian Reservation

### Casos fronteiriços
Em 1972, Raymond Yellow Thunder, 51 anos, lakota oglala, da reserva Pine Ridge, foi assassinado em Gordon, Nebraska, por dois irmãos, Leslie e Melvin Hare, homens brancos mais jovens. Após o julgamento e condenação, os Hares receberam a sentença mínima por homicídio culposo. Membros da AIM foram a Gordon para protestar contra as sentenças, argumentando que faziam parte de um padrão de aplicação da lei que não fornecia justiça aos nativos americanos em condados e comunidades que fazem fronteira com reservas indígenas.
No inverno de 1973, Wesley Bad Heart Bull, um Lakota, foi esfaqueado até a morte em um bar em Dakota do Sul por Darrell Schmitz, um homem branco. O infrator foi preso, mas liberado sob fiança de US$ 5.000 e acusado de homicídio culposo. Acreditando que as acusações eram muito brandas, um grupo de membros do AIM e líderes da Reserva Pine Ridge viajaram para a sede do condado de Custer, Dakota do Sul, para se encontrar com o promotor. A polícia em equipamento anti-tumulto, de batalhão de choque, permitiu que apenas quatro pessoas entrassem no tribunal do condado. As negociações não foram bem-sucedidas e os ânimos aumentaram com o tratamento policial. Os ativistas do AIM causaram US$ 2 milhões em danos ao atacar e queimar o prédio da Câmara de Comércio de Custer, o tribunal e dois carros-patrulha. Muitos dos manifestantes do AIM foram presos e acusados; numerosas pessoas cumpriram sentenças, incluindo a mãe de Wesley Bad Heart Bull.

### 1973 Incidente no joelho ferido
Além dos problemas de violência nas cidades fronteiriças, muitos povos tradicionais da Reserva Indígena Pine Ridge estavam descontentes com o governo de Richard Wilson, eleito em 1972. Quando o esforço para seu impeachment em fevereiro de 1973 falhou, eles se reuniram para planejar protestos e ações. Muitas pessoas na reserva estavam descontentes com sua pobreza de longa data e com as falhas do governo federal em cumprir seus tratados com as nações indígenas. As anciãs encorajavam os homens a agir. Em 27 de fevereiro de 1973, cerca de 300 ativistas dos lakota oglala e AIM foram ao povoado de Wounded Knee para protestar. Tornou-se um cerco de 71 dias, com o FBI isolando a área usando delegados dos EUA e mais tarde unidades da Guarda Nacional. A ocupação foi simbolicamente realizada no local do massacre de Wounded Knee de 1890. Os lakota oglala exigiram uma renovação das negociações do tratado para começar a corrigir as relações com o governo federal, o respeito à sua soberania e a remoção de Wilson do cargo. Os índios americanos ocuparam a Igreja Sacred Heart, o Posto Comercial Gildersleeve e numerosas casas da vila. Embora tenham sido realizadas negociações periódicas entre o porta-voz do AIM e os negociadores do governo dos EUA, houve tiros nos dois lados. Um delegado mericano, Lloyd Grimm, foi ferido gravemente e paralisado. Em abril, um cherokee da Carolina do Norte e um membro do AIM lakota foram baleados e mortos. Os anciãos então terminaram a ocupação.
Cerca de um mês depois, os jornalistas entrevistaram frequentemente porta-vozes indígenas e o evento recebeu cobertura internacional. O Departamento de Justiça excluiu a imprensa do acesso a Wounded Knee. A cerimônia do Oscar foi realizada em Hollywood, onde o ator Marlon Brando, um apoiante do AIM, pediu a uma atriz apache, Sacheen Littlefeather, para falar no Oscar em seu nome. Ele foi indicado por sua atuação em O Poderoso Chefão e ganhou. Littlefeather chegou em traje apache completo e leu sua declaração de que, devido ao "mau tratamento dos nativos americanos na indústria cinematográfica", Brando não aceitaria o prêmio. Em entrevistas, ela também falou sobre a ocupação de Wounded Knee. O evento chamou a atenção dos EUA e da mídia mundial. O movimento considerou a publicidade da cerimônia de premiação, juntamente com Wounded Knee, como um grande evento e vitória de relações públicas, pois pesquisas mostraram que os americanos simpatizavam com a causa indígena.

### Violência na Reserva Pine Ridge
Os membros do AIM continuaram ativos em Pine Ridge, embora Wilson tenha permanecido no cargo e tenha sido reeleito em 1974 em uma eleição contestada. As mortes violentas aumentaram durante esse período, no que foi chamado de "reino do terror", e mais de 60 opositores políticos morreram nos três anos seguintes em incidentes violentos. Em 26 de junho de 1975, dois agentes do FBI, Jack Coler e Ronald Williams, estavam na reserva de Pine Ridge, buscando por alguém que fosse procurado para interrogatório relacionado a um assalto e roubo de dois trabalhadores de rancho. Os agentes do FBI estavam dirigindo em dois carros não identificados e seguiram uma caminhonete vermelha combinando com a descrição dos suspeitos. Os agentes do FBI foram baleados pelos ocupantes do veículo e outros. Os agentes conseguiram disparar cinco tiros antes de serem mortos, enquanto pelo menos 125 balas foram disparadas contra eles. Os agentes também foram baleados à queima-roupa com evidências físicas sugerindo que eles haviam sido executados. Chegaram reforços posteriores, e Joe Stuntz, um membro do AIM que havia participado do tiroteio, foi morto a tiros e foi encontrado vestindo a jaqueta do FBI de Coler. Segundo o FBI, Stunz estava atirando em agentes quando ele foi morto. Três membros do AIM foram indiciados pelos assassinatos: Darryl Butler, Robert Robideau e Leonard Peltier, que haviam escapado para o Canadá. Uma testemunha ocular testemunhou que os três homens se juntaram ao tiroteio após o início. Em 1991, Peltier admitiu ter disparado contra agentes em uma entrevista. Butler e Robideau foram absolvidos no julgamento, enquanto Peltier foi julgado separadamente e controversamente condenado em 1976 e está cumprindo duas penas de prisão perpétua consecutivas. A Anistia Internacional se referiu ao seu caso na categoria Julgamentos Injustos.

### Informantes verdadeiros e falsos
No final de 1974, os líderes do AIM descobriram que Douglas Durham, um membro importante que era então chefe de segurança, era um informante do FBI. Eles o confrontaram e o expulsaram do AIM em uma conferência de imprensa em março de 1975. A namorada de Durham, Jancita Eagle Deer, foi encontrada morta depois de ser atropelada por um carro em alta velocidade, enquanto muitos acreditavam que Durham era culpado. Durham também estava programado para testemunhar na frente do Comitê da Igreja, mas essa audiência foi suspensa devido à invasão ilegal da reserva de Pine Ridge e ao tiroteio subsequente.
Com alguns membros em estado de fugitivo após o tiroteio em Pine Ridge, as suspeitas sobre a infiltração do FBI permaneceram altas. Por várias razões, Anna Mae Aquash, a mulher de mais alto escalão do AIM, foi suspeita equivocada de ser uma informante, mesmo depois de manifestar suspeitas sobre Durham. Aquash também havia sido ameaçada pelo agente do FBI David Price. De acordo com testemunhos em julgamentos em 2004 e 2010 de homens condenados por seu assassinato, ela foi interrogada no outono de 1975. Em meados de dezembro, ela foi levada de Denver, Colorado, para Rapid City, Dakota do Sul, e interrogada novamente, depois levada para a Reserva Rosebud e, finalmente, para um canto distante da Reserva Pine Ridge, onde foi morta por um tiro atrás de sua cabeça. Seu corpo em decomposição foi encontrado em fevereiro de 1976. Depois que o médico legista não conseguiu encontrar o buraco de bala na cabeça de Aquash, o FBI cortou as duas mãos e as enviou para Washington, DC, supostamente para fins de identificação, depois a enterrou como Jane Doe. O corpo de Aquash foi exumado mais tarde e recebeu um segundo enterro.

### Apoio dos índios misquito nicaraguenses nos anos 80
Durante o conflito sandinista/indígena na Nicarágua, em meados da década de 1980, Russell Means ficou do lado dos índios misquitos opondo-se ao governo sandinista. Os misquitos acusaram o governo de forçar realocações de até 8.500 misquitos. Essa posição era controversa entre outros grupos de esquerda de direitos indígenas e organizações de solidariedade da América Central nos Estados Unidos que se opuseram às atividades Contra e apoiaram o movimento sandinista. A complexa situação incluía o recrutamento de insurgentes contra grupos indígenas nicaraguenses, incluindo alguns misquitos. Means reconheceu a diferença entre a oposição ao governo sandinista pelos misquitos, sumos e ramas, por um lado, e o apoio do governo Reagan aos Contras, dedicado à derrubada do regime sandinista.

### Protestos e contendas do AIM
Muitos capítulos do AIM continuam comprometidos em confrontar forças governamentais e corporativas que eles alegam procurarem marginalizar os povos indígenas. Eles desafiaram as bases ideológicas dos feriados nacionais dos EUA, como o Dia de Colombo e o Dia de Ação de Graças. Em 1970, o AIM declarou o Dia de Ação de Graças como um Dia Nacional de Luto. Esse protesto continua sob o trabalho dos United American Indians of New England, que protestam contra o roubo contínuo dos territórios e recursos naturais dos povos indígenas. O AIM ajudou a educar as pessoas sobre a história completa dos EUA e defende a inclusão de perspectivas indígenas americanas na história dos EUA. Seus esforços são reconhecidos e apoiados por muitos líderes institucionais em política, educação, artes, religião e mídia.
O professor Ronald L. Grimes escreveu que em 1984 "o capítulo sudoeste do Movimento Indígena Americano realizou uma conferência de liderança que aprovou uma resolução rotulando a expropriação de cerimônias indígenas (por exemplo, o uso de tendas de suor, busca da visão e cachimbos sagrados) como "ataque direto e roubo". Também condenou alguns indivíduos nomeados (como Brooke Medicine Eagle, Wallace Black Elk e Sun Bear e sua tribo) e criticou organizações específicas como a Vision Quest, Inc. A declaração ameaçava cuidar daqueles que abusavam de cerimônias sagradas.

### Anos 2000

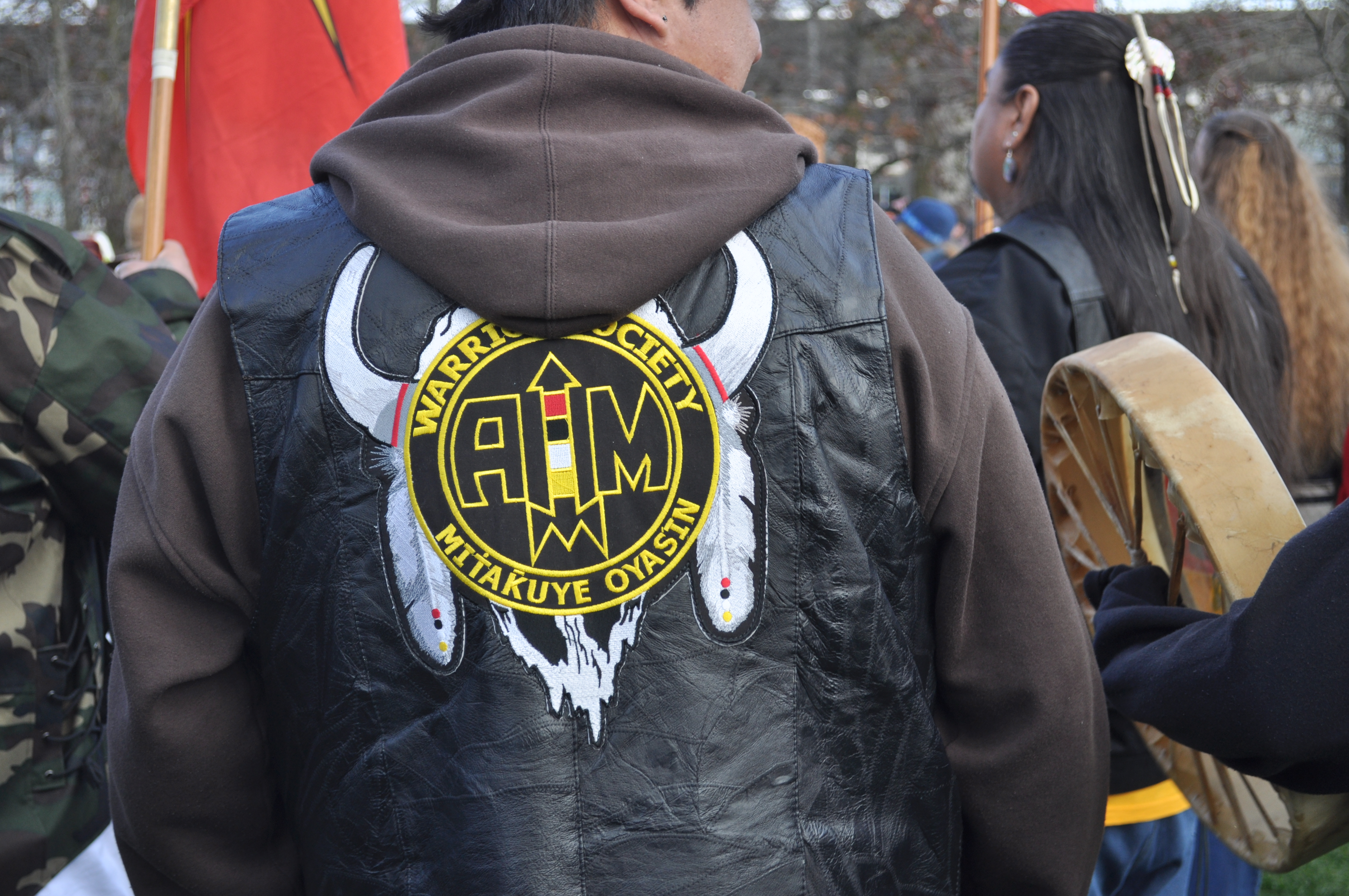
Um participante no alteamento do Totem Memorial John T. Williams em Seattle usa as cores AIM em sua jaqueta, 26 de fevereiro de 2012

Em junho de 2003, tribos dos Estados Unidos e do Canadá se uniram internacionalmente para aprovar a "Declaração de Guerra Contra os Exploradores da Espiritualidade Lakota". Eles sentiram que estavam sendo explorados por aqueles que comercializavam as vendas de objetos espirituais nativos americanos replicados e representavam cerimônias religiosas sagradas como atração turística. Os delegados do AIM estão trabalhando em uma política para exigir identificação tribal de qualquer pessoa que reivindique representar os nativos americanos em qualquer fórum ou local público.
Em fevereiro de 2004, o AIM ganhou mais atenção da mídia ao marchar de Washington, D. C., para a Ilha de Alcatraz. Essa foi uma das muitas ocasiões em que ativistas indígenas usaram a ilha como local de um evento desde a Ocupação de Alcatraz em 1969, liderada pelos United Indians of All Tribes, um grupo de estudantes de São Francisco. A marcha de 2004 foi em apoio a Leonard Peltier, que muitos acreditavam não ter tido um julgamento justo; ele se tornou um símbolo de resistência política e espiritual para os nativos americanos.
Em dezembro de 2008, uma delegação dos sioux lakota, incluindo Talon Becenti, entregou ao Departamento de Estado dos EUA uma declaração de separação dos Estados Unidos citando muitos tratados quebrados pelo governo dos EUA no passado e a perda de vastas quantidades de território originalmente concedido nesses tratados; o grupo anunciou suas intenções de formar uma nação separada dentro dos EUA, conhecida como República de Lakotah.

### Linha do tempo do AIM
- 1968 – A Minneapolis AIM Patrol foi criada para monitorar o tratamento policial dos índios americanos urbanos e seu tratamento no sistema judiciário.
- 1969 – Fundação do Conselho Indígena de Saúde de Minneapolis. Este foi o primeiro prestador de serviços de saúde indígena americano de base urbana.[carece de fontes?] O United Indians of All Tribes, com sede em São Francisco, e o movimento Alcatraz-Red Power ocuparam a ilha de Alcatraz, um antigo presídio federal, por 19 meses. Recuperaram terras federais em nome das Nações Nativas. As primeiras transmissões de rádio indígena americana - Radio Free Alcatraz - foram ouvidas na Área da Baía. Alguns ativistas do AIM se juntaram a eles.
- 1970 – Legal Rights Center foi criado em Minneapolis para ajudar os índios americanos (em 1994, mais de 19.000 clientes tiveram representação legal graças ao trabalho do AIM).[48] A aquisição pelo AIM de propriedades abandonadas na estação aérea naval perto de Minneapolis concentra a atenção na educação indígena e leva a doações antecipadas para ela.
- 1971 – Prisão de cidadão de John Old Crow. Aquisição da sede do Bureau of Indian Affairs em Washington, D. C., para divulgar políticas impróprias do BIA. Vinte e quatro manifestantes presos por invasão e libertados. O comissário do BIA, Louis Bruce, mostra seu cartão de membro do AIM na reunião realizada após a libertação dos manifestantes. Primeira Conferência Nacional do AIM: 18 capítulos do AIM foram convocados para desenvolver uma estratégia de longo alcance para o movimento. Tomada da Barragem Winter: A AIM auxilia os ojibwe Lac Court Oreilles (LCO) em Wisconsin a assumir uma barragem controlada pela Northern States Power, que havia inundado grande parte de suas terras de reserva. Essa ação ganhou apoio de funcionários do governo e um eventual acordo com o LCO. O governo federal devolveu mais de 25.000 acres (100 km2) de terra à tribo LCO para sua reserva, e a empresa Power forneceu dinheiro e oportunidades de negócios significativos para a tribo.
- 1972 – Red School House, a segunda escola de sobrevivência a abrir, oferecendo serviços de educação cultural para alunos do ensino fundamental e médio em St. Paul, Minnesota. A Escola de Sobrevivência Hearth of the Earth (HOTESS), uma escola de ensino fundamental e médio criada para lidar com a taxa extremamente alta de abandono escolar entre os estudantes indígenas americanos e a falta de currículos que refletissem a cultura indígena americana. A HOTESS serve como o primeiro modelo de educação comunitária, centrada no aluno, com currículo culturalmente correto, operando sob controle parental. A Trilha dos Tratados Quebrados, uma marcha pan-indígena pelo país até Washington, D.C., para dramatizar falhas na política federal. Os manifestantes ocuparam a sede nacional do BIA e causaram milhões de dólares em danos, além de perdas irrevogáveis de ações de terras indígenas. Os manifestantes apresentaram um documento de demanda de 20 pontos ao governo, muitos associados a direitos de tratados e negociações renovadas de tratados.
- 1973 – Ação legal para fundos escolares, já que em reação à Trilha de Tratados Quebrados o governo cancelou bolsas de estudos para três escolas patrocinadas pelo AIM em St. Paul e Milwaukee. O AIM interpõe impugnações legais e o Tribunal Distrital ordena que as doações sejam restauradas e o pagamento pelo governo de custos e honorários advocatícios. Wounded Knee: O AIM foi contatado pelos anciãos lakota oglala, da Reserva Indígena Pine Ridge, para obter assistência em lidar com falhas na justiça nas cidades fronteiriças, o presidente tribal autoritário e a corrupção financeira no BIA e no comitê executivo. Juntamente com os lakota oglala, ativistas armados ocuparam a cidade de Wounded Knee por 71 dias contra as forças armadas dos Estados Unidos.
- 1973 – Em 27 de fevereiro de 1973, uma grande reunião pública de 600 índios no Calico Hall é organizada por Pedro Bissonette, da Organização de Direitos Civis Oglala Sioux (OSCRO), e dirigida pelos líderes do AIM, Banks e Russell Means. Exigências foram feitas por investigações sobre incidentes de vigilantes e por audiências sobre seus tratados e permissão dada pelos anciãos tribais para se posicionar em Wounded Knee.
- 1974 – International Indian Treaty Council, uma organização que representa povos indígenas em todo o hemisfério ocidental foi reconhecida nas Nações Unidas em Genebra, Suíça. Julgamentos de Wounded Knee: oito meses de julgamentos federais de participantes em Wounded Knee ocorreram em Minneapolis. Foi o julgamento federal mais longo da história dos Estados Unidos.[carece de fontes?] Como muitos casos de má conduta do governo foram revelados, o juiz de distrito Fred Nichol negou todas as acusações devido à "má conduta" do governo que "formou um padrão durante todo o curso do julgamento" para que "as águas da justiça fossem poluídas".[49]
- 1975 – A Federation of Survival Schools foi criada para providenciar advocacia e habilidades de trabalho em rede a 16 escolas de sobrevivência ao longo dos EUA e Canadá. O Departmento de Habitação e Desenvolvimento Urbano (HUD) escolheu o AIM para ser o principal patrocinador do primeiro projeto habitacional administrado por índios americanos, Little Earth of United Tribes.
- 1977 – MIGIZI Communications fundada em Minneapolis. A organização se dedica a produzir notícias e informações indígenas e a educar estudantes de todas as idades como a força de trabalho técnica do amanhã. O International Indian Treaty Council estabelece status de organização não governamental nos escritórios das Nações Unidas em Genebra; ele participa da conferência internacional das ONGs e apresenta depoimentos às Nações Unidas. Legislação sobre cultura e idioma do índio americano: O AIM propõe uma linguagem legislativa aprovada em Minnesota, reconhecendo a responsabilidade do estado pela educação e cultura indígenas. Essa legislação foi reconhecida como modelo em todo o país.[carece de fontes?]
- 1978 – Os primeiros programas de educação para os infratores indígenas americanos: O AIM estabelece o primeiro programa de educação de adultos para os infratores indígenas americanos na prisão de Stillwater, em Minnesota.[48] Programas foram estabelecidos posteriormente em outras instituições correcionais do estado, modelados após o programa de Minnesota.[carece de fontes?] Circle of Life Survival School estabelecida na Reserva Indígena White Earth em Minnesota. A escola recebe financiamento para três anos de operação do Departamento de Educação. Corrida pela Sobrevivência: os jovens do AIM organizam e conduzem 500 milhas (800 km) de Minneapolis a Lawrence, Kansas, para apoiar a Longest Walk. A Caminhada mais Longa: as nações indígenas atravessam os Estados Unidos da Califórnia a Washington, D. C., para protestar contra a proposta de legislação que pedia a revogação de tratados com as nações indígenas. Eles montam e mantêm uma tipi perto da Casa Branca. A legislação proposta é derrotada.
- 1979 – Habitação Little Earth protegida: uma tentativa do HUD de encerrar o projeto habitacional Little Earth of United Tribes é interrompida por uma ação legal e o Tribunal Distrital emite uma liminar contra o HUD. O Centro Indígena Americano de Industrialização de Oportunidades (AIOIC) cria escolas de treinamento para aliviar os problemas de desemprego dos indígenas. Mais de 17.000 nativos americanos foram treinados para empregos desde que o AIM criou o AIOIC em 1979. A Organização Anishinabe Akeeng é criada para recuperar terras roubadas e com isenção de impostos na Reserva White Earth em Minnesota.
- 1984 – Federation of Native Controlled Survival Schools apresenta seminários de educação legal em faculdades e escolas de direito em Minnesota, Wisconsin, California, Dakota do Sul, Nebraska e Oklahoma para educadores de estudantes indígenas. Conferência nacional realizada em San Jose, Califórnia, concomitante à Convenção da Associação Nacional de Educação Indígena.
- 1986 – Processo judicial das escolas: Heart of the Earth e Red School House processam com êxito os Programas de Educação Indígena do Departamento de Educação por classificarem os programas das escolas abaixo dos níveis de recomendação de financiamento. O processo provou um viés discriminatório no sistema de classificação pela equipe do Departamento.
- 1987 – AIM Patrol: a Minneapolis AIM Patrol reinicia para proteger as mulheres indígenas americanas em Minneapolis após assassinatos em série cometidos contra elas.
- 1988 – Elaine Stately Indian Youth Services (ESIYS) desenvolvido para criar alternativas para jovens em Minneapolis como um afastamento direto ao envolvimento de gangues de jovens indígenas. Pow Wow anual da Fort Snelling AIM: O AIM estabelece um pow-wow anual para reconhecer seu 20º aniversário em Fort Snelling, em Minnesota. O evento se torna o maior evento de fim de semana do Dia do Trabalho em qualquer parque estadual de Minnesota.[carece de fontes?]
- 1989 – Pesca com arpão: Solicita-se ao AIM que forneça conhecimentos especializados ao lidar com manifestantes em embarcações. A caça subaquática dos indígenas americanos continua apesar da violência, prisões e ameaças de brancos. O senador Daniel Inouye pede um estudo sobre os efeitos da pesca submarina indígena. O estudo mostra que apenas 6% dos peixes capturados são de índios. A pesca esportiva é responsável pelo resto.
- 1991 – Peacemaker Center: O AIM hospeda a sua Patrulha AIM e ESIYS em um centro no coração da comunidade indígena, baseado na espiritualidade indígena. Sundance voltou a Minnesota: com o apoio das comunidades de Dakota, a AIM revive a Dança do Sol (Sundance) em Pipestone, Minnesota. As nações ojibwe ajudaram a tornar possível a Dança do Sol de Minnesota. O Pipestone Sundance se torna um evento anual. Em 1991, alguns líderes auto-nomeados dos lakota oglala, cheyenne e outras nações declaram independência dos Estados Unidos. O grupo estabelece um governo provisório para desenvolver um governo nacional separado. Os líderes eleitos e membros do conselho das nações não apoiam essa ação. Coalizão Nacional sobre Racismo no Esporte e na Mídia: O AIM organiza esse grupo para abordar a questão do uso de figuras e nomes indígenas como mascotes de equipes esportivas. O AIM conduz uma caminhada em Minneapolis ao Super Bowl de 1992. Em 1994, o Minneapolis Star Tribune concorda em parar de usar nomes de equipes profissionais de esportes que se referem a povo indígena, a menos que tenham sido aprovados pelas tribos.
- 1992 – A Food Connection organiza um programa de verão de empregos para jovens com uma horta orgânica e um acampamento espiritual (Common Ground) na Fazenda Tonkawood, em Orono, Minnesota.
- 1993 – Expansão do Programa de Treinamento para Emprego da OIC Indígena Americana: a Grand Metropolitan, Inc. da Grã-Bretanha, controladora da Pillsbury Corporation, funde seu programa de treinamento com o da AIOIC e promete dinheiro e apoio futuros em Minnesota. Little Earth: após os 18 anos de luta do AIM, o secretário do HUD, Henry Cisneros, decide que o conjunto habitacional Little Earth of United Tribes manterá o direito de preferência pelos residentes indígenas americanos ao considerar os candidatos ao projeto. Aniversário de Wounded Knee: no 20º aniversário do incidente de Wounded Knee na reserva Pine Ridge, o presidente eleito da tribo sioux oglala, John Yellow Bird Steele, agradeceu ao AIM por suas ações em 1973.[carece de fontes?]

Devido à contínua dissensão, o AIM se divide. O AIM Grand Governing Council (AIMGGC) tem sede em Minneapolis e ainda é liderado por fundadores, enquanto o AIM-International Confederation of Autonomous Chapters está sediado em Denver, Colorado.
- 1996 - 3 a 8 de abril de 1996: como representante do Grande Conselho de Governadores do AIM e representante especial do Conselho Internacional de Tratado Indígena, Vernon Bellecourt, juntamente com William A. Means, presidente do IITC, participam da reunião preparatória do Encontro Intercontinental pela  Humanidade e contra o Neoliberalismo (IEHN), organizado pelo Exército Zapatista de Libertação Nacional (EZLN), realizado em LaRealidad, Chiapas Oriental, México, entre 27 de julho e 3 de agosto de 1996. A segunda reunião do IEHN em 1997 é organizada pelo EZLN e com a participação de delegados do IITC e do AIM.
- 1998 - 12 de fevereiro de 1998: O AIM é acusado de Segurança na Ocupação Ward Valley, no sul da Califórnia. A ocupação dura 113 dias e resulta em uma vitória das Tribos Indígenas do Rio Colorado (CRIT) contra o plano de usar a área para o descarte de resíduos nucleares. 27 de fevereiro de 1998: no 25º aniversário de Wounded Knee, uma resolução da Oglala Lakota Nation estabelece 27 de fevereiro como um Dia Nacional de Libertação. 16 a 19 de julho de 1998: a 25ª Celebração Anual do Regresso a Casa do Lac Courte Oreilles para homenagear as pessoas que participaram em 31 de julho de 1971 da aquisição da Represa Winter e iniciando a observância de Honra à Terra. 2–11 de agosto de 1998: 30º aniversário do Grande Conselho de Governadores do AIM e das Pedreiras Sagradas de Pipestone em Pipestone, Minnesota. Conferência comemorativa do 30º aniversário do AIM.
- 1999 - fevereiro de 1999: três ativistas dos Estados Unidos que trabalham com um grupo de índios uÕwa na Colômbia são sequestrados por rebeldes. Ingrid Washinawatok, 41 (Menominee), uma humanitária; Terence Freitas, 24, cientista ambiental de Santa Cruz, Califórnia; e LaheÕenaÕe Gay, 39 do Havaí, são apreendidos perto da vila de Royota, na província de Arauca, no nordeste da Colômbia, em 25 de fevereiro, enquanto se preparam para partir após uma visita de duas semanas ao local. Em 5 de março, seus corpos cheios de balas são descobertos na fronteira da Venezuela.
- 2000 - julho de 2000: Conferência do 32º aniversário do AIM na Reserva da Nação Ojibwe de Lac Courte Oreilles no norte de Wisconsin. Outubro de 2000 - O AIM fundou a comissão para buscar justiça para Ingrid Washinawatok e seus companheiros.
- 2001 - março de 2001: Representantes do AIM GGC participam da Marcha EZLN pela Paz, Justiça e Dignidade, Zocolo Plaza na Cidade do México. Julho de 2001 - 11º Encontro Cultural e Sundance Anual da Youth & Elders em Pipestone, Minnesota. Agosto de 2001: cinco manifestantes anti-wahoo do AIM iniciam uma ação civil por prisão falsa contra a cidade de Cleveland, Ohio. Novembro de 2001 - O Fórum Indígena Americano sobre Racismo nos Esportes e Mídia é realizado no Black Bear Crossing em St. Paul, Minnesota.
- 2002 - agosto de 2002: 12ª International Youth & Elders Cultural Gathering and Sundance (Reunião Cultural Anual Internacional da Juventude e Idosos) e Sundance em Pipestone, Minnesota.
- 2003 - maio de 2003: Reunião trimestral do Conselho de Administração do AIM, Thunderbird House, em Winnipeg, Manitoba. Agosto de 2003 - 13ª International Youth & Elders Cultural Gathering and Sundance, Pipestone, Minnesota.
- 2004 - agosto de 2004: 14º International Youth & Elders Cultural Gathering and Sundance em Pipestone, Minnesota.
- 2005 - maio de 2005: 1º Clyde H. Bellecourt Endowment Scholarship Fund anual e banquete de premiação em Minneapolis. Julho de 2005 - 15ª International Youth & Elders Cultural Gathering and Sundance, Pipestone, Minnesota.
- 2006 - maio de 2006: 2º Clyde H. Bellecourt Endowment Scholarship Fund e banquete de premiação em Minneapolis. Julho de 2006 - XVI International Youth & Elders Cultural Gathering and Sundance, Pipestone, Minnesota.[50]

### Outras organizações nativas americanas
O Movimento Indígena Americano fundou várias organizações desde a sua criação em 1968. Seu foco na renovação cultural e no emprego levou à criação de programas habitacionais, do Centro de Oportunidades e Industrialização do Índio Americano (para treinamento de emprego) e do AIM Street Medics, além de um centro de assistência jurídica. O Centro Americano de Oportunidades e Industrialização, fundado em 1979 em Minneapolis, Minnesota, construiu uma força de trabalho de mais de 20.000 pessoas de toda a área de Twin City e nações tribais em todo o país e é um líder reconhecido nacionalmente no campo de desenvolvimento da força de trabalho. Seguindo a prática abrangente do AIM, recursos do AIOC estão disponíveis para todos, independentemente de raça, credo, idade, sexo ou orientação sexual. O Instituto Tokama, uma divisão do AIOIC, tem como objetivo ajudar os índios americanos a adquirir as habilidades e conhecimentos fundamentais para obter uma carreira de sucesso. Além das instituições de ensino superior, o AIM ajudou a desenvolver e estabelecer suas próprias escolas de ensino fundamental e médio, incluindo a Escola de Sobrevivência Heart of the Earth e a Little Red Schoolhouse, localizadas em Minneapolis. Além disso, a AIM levou ao estabelecimento da Women of All Red Nations (WARN. Mulheres de Todas as Nações Vermelhas). Fundada em 1974, a WARN colocou as mulheres na vanguarda da organização e concentrou suas energias no combate ao sexismo, políticas de esterilização do governo e outras injustiças. Outras organizações nativas americanas incluem NATIVE (Sociedade Educacional de Tradições, Ideais e Valores Nativo-americanos), LISN (Liga das Nações Soberanas Indígenas), EZLN (Exército Zapatista de Libertação Nacional) e IPC (Caucus dos Povos Indígenas). Embora cada grupo possa ter seus próprios objetivos ou foco específicos, todos estão lutando pelos mesmos princípios de respeito e igualdade para os nativos americanos. A Northwest Territories Indian Brotherhood e o Committee of Original People's Entitlement foram duas organizações que lideraram o movimento dos direitos nativos no norte do Canadá durante os anos 1960.

## Conselho Internacional do Tratado da Índia
O AIM estabeleceu o International Indian Treaty Council (IITC) em junho de 1974. Ele convidou representantes de numerosas nações indígenas e delegados de 98 grupos internacionais participaram da reunião. O cachimbo sagrado serve como um símbolo dos "vínculos comuns de espiritualidade, laços com a terra e respeito pelas culturas tradicionais" das Nações. O IITC se concentra em questões como tratados e direitos à terra, direitos e proteção de crianças indígenas, proteção de locais sagrados e liberdade religiosa.
O Conselho utiliza redes, assistência técnica e construção de coalizões. Em 1977, o IITC tornou-se uma organização não governamental com status consultivo para o Conselho Econômico e Social das Nações Unidas. A organização se concentra no envolvimento dos povos indígenas nos fóruns da ONU. Além disso, o IITC se esforça para conscientizar as questões relativas aos povos indígenas às organizações não indígenas.

### Adoção das Nações Unidas dos direitos dos povos indígenas
Em 13 de setembro de 2007, a Assembleia Geral das Nações Unidas adotou a "Declaração sobre os Direitos dos Povos Indígenas". Um total de 144 estados ou países votou a favor. Quatro votaram contra, enquanto 11 se abstiveram. Os quatro que votaram contra foram Estados Unidos, Canadá, Austrália e Nova Zelândia, cujos representantes disseram acreditar que a declaração "vai longe demais".
A Declaração anuncia direitos dos povos indígenas, como direitos à autodeterminação, terras e territórios tradicionais, idiomas e costumes tradicionais, recursos naturais e locais sagrados.

## Diferenças ideológicas no AIM
Em 1993, o AIM se dividiu em duas facções, cada uma alegando ser a herdeira autêntica da tradição do AIM. O Conselho de Administração da AIM-Grand está sediado em Minneapolis, Minnesota, e associado à liderança de Clyde Bellecourt e seu irmão Vernon Bellecourt (que morreu em 2007). O GGC tende a uma filosofia política mais centralizada e controlada.
A Confederação Internacional de Capítulos Autônomos da AIM, com sede em Denver, Colorado, foi fundada por treze capítulos do AIM em 1993, em uma reunião em Denver, Colorado. O grupo emitiu sua Declaração de Edgewood, citando queixas organizacionais e reclamando de liderança autoritária pelos Bellecourts. As diferenças ideológicas estavam crescendo, com a Confederação Internacional de Capítulos Autônomos da AIM adotando uma abordagem espiritual, talvez mais convencional, do ativismo. O grupo de capítulos autônomos argumenta que o AIM sempre foi organizado como uma série de capítulos autônomos e descentralizados, com a liderança local responsável perante os eleitorados locais. Os capítulos autônomos rejeitam as afirmações de controle central do grupo Minneapolis como contrárias às tradições políticas indígenas e à filosofia original do AIM.

### Acusações de assassinato
Numa conferência de imprensa em Denver, Colorado, em 3 de novembro de 1999, Russell Means acusou Vernon Bellecourt de ter ordenado a execução de Anna Mae Aquash em 1975. A mulher "de mais alto escalão" do AIM na época, havia sido baleada em meados de dezembro de 1975 e deixada em um canto distante da Reserva Indígena Pine Ridge depois de ter sido sequestrada de Denver, Colorado, e interrogada em Rapid City, Dakota do Sul, como uma possível informante do FBI. Means também implicou Clyde Bellecourt em seu assassinato e outros ativistas do AIM, incluindo Theresa Rios. Means disse que parte da dissensão na AIM no início dos anos 90 estava relacionada a ações para expulsar os irmãos Bellecourt por sua parte na execução de Aquash; a organização se separou.

No início daquele dia, em uma entrevista por telefone com os jornalistas Paul DeMain e Harlan McKosato sobre a próxima conferência de imprensa, Minnie Two Shoes havia dito, falando da importância de Aquash: 
 Parte do motivo pelo qual ela era tão importante é porque ela era muito simbólica, ela era uma mulher trabalhadora, dedicou sua vida ao movimento, corrigiu todas as injustiças que pôde, e escolher alguém para lançar seu pequeno programa cointelpro e difamá-la até o ponto em que ela acaba morta, quem fez isso, vamos ver quais são as razões, você sabe, ela foi morta e vamos ver as reais razões do porquê poderia ter sido qualquer uma de nós, poderia ter sido eu, poderia ter sido, você tem que olhar para basicamente milhares de mulheres, você deve se lembrar que era principalmente mulheres no AIM, poderia ter sido qualquer uma de nós e acho que é por isso que tem sido tão importante e ela era simplesmente uma pessoa tão boa. 
 McKosato disse que "a morte dela [de Aquash] dividiu o American Indian Movement". Em 4 de novembro de 1999, em um programa de acompanhamento no Native American Calling, no dia seguinte, Vernon Bellecourt negou qualquer envolvimento dele e de seu irmão na morte de Aquash.
Nas audiências do júri federal em 2003, os indígenas Arlo Looking Cloud e John Graham foram indiciados por disparar contra Aquash em dezembro de 1975. Em fevereiro de 2004, Arlo Looking Cloud foi condenado por assassinato em Rapid City. Ele nomeou o atirador John Graham, que estava no Yukon. Após a extradição, John Graham foi condenado, em 2010, em Rapid City, pelo assassinato. Nos dois julgamentos, o testemunho de boatos sobre o motivo do assassinato incluiu declarações de que Aquash ouviu Leonard Peltier dizer que matou os agentes do FBI em Oglala em junho de 1975, e receava que Aquash pudesse estar trabalhando com o FBI. Peltier foi condenado em 1976 por assassinato pelos mortes de Oglala, sob outras evidências.